# Diplodasys minor
Diplodasys minor är en djurart som tillhör fylumet bukhårsdjur, och som beskrevs av Adolf Remane 1936. Diplodasys minor ingår i släktet Diplodasys och familjen Thaumastodermatidae. Inga underarter finns listade i Catalogue of Life.